# 広島修道大学短期大学部
広島修道大学短期大学部（ひろしましゅうどうだいがくたんきだいがくぶ）は、広島県広島市安佐南区沼田町大塚1717に本部を置いていた日本の私立大学である。1952年に設置され、2005年に廃止された。大学の略称は修道短大。

## 概要

### 大学全体
- 広島県広島市安佐南区に所在した日本の私立短期大学で、設置主体は学校法人修道学園[注 4]。
- 1952年に修道短期大学として開学。元々は独立型だったが、大学設置後は併設型の短大として学生の受け入れを行ってきた。当初は、夜間部のみで後に昼間部も設置されたが、最終的に夜間部のみとなる。
- 2001年度の入学生を最後に[注釈 2]、短期大学としての使命を終える[注釈 3]

### 建学の精神（校訓・理念・学是）
- 広島修道大学を参照。

### 教育および研究
- 設置されていた学科名から、商学や経済学・経営学といった科目が中心で商学部と類似した教育内容となっていた。

### 学風および特色
- 向学心に富んだ勤労青年に専門教育を開放することの重要性を鑑みて、当初より夜間部を置いていた[5]。
- 国際交流があった。

## 沿革
- 1905年
  - 私立修道中学校を創設。
- 1952年
  - 3月5日 左記を以て文部省[注 5]より短期大学の設置が認可される[注 6]。
  - 4月1日 修道短期大学（しゅうどうたんきだいがく）としてが以下の学科体制にて開学。
    - 商業科第二部 入学定員100名
- 1954年
  - 5月1日 学生数[8]/定員
    - 商業科第二部 343[注 7]/200
- 1956年
  - 4月1日 以下の学科が増設される[9][10]。
    - 商科第一部 入学定員80名
- 1958年
  - 5月1日 学生数[11]/定員
    - 商業科 
      - 第一部 205[注 8]/160
      - 第二部 266[注 9]/200
- 1959年
  - 4月1日 以下の学科については、この年度で学生募集を最終とする[注 10]。
    - 商業科第一部[注 11]

  - 5月1日 学生数[14]/定員
    - 商業科 
      - 第一部 212[注 12]/160
      - 第二部 327[注 13]/200
- 1960年
  - 4月1日 広島商科大学短期大学部（ひろしましょうかだいがくたんきだいがくぶ）と改称[12]
  - 5月1日 学生数[15]/定員
    - 商業科 
      - 第一部 108[注 14]/80　
      - 第二部 335[注 15]/200
- 1973年
  - 4月1日 以下の変更あり[16]
    - 広島商科大学短期大学部→広島修道大学短期大学部
    - 商業科第二部→商科第二部[注 16]

  - 5月1日 学生数[20]/定員
    - 商科第二部 590[注 17]/200
- 1985年
  - 5月1日 学生数[21]/定員
    - 商科第二部 348[注 18]/200
- 1986年
  - 5月1日 学生数[22]/定員
    - 商科第二部 390[注 19]/200
- 1987年
  - 5月1日 学生数[23]/定員
    - 商科第二部 433[注 20]/200
- 1992年
  - 5月1日 学生数[注 21]/定員
    - 商科第二部 380[注 22]/200
- 1997年
  - 従来のコース制を整理統合して「国際商学」と「経営学」の2コースを置く。
- 1999年
  - 5月1日 学生数[26]/定員
    - 商科第二部 212[注 23]/200
- 2001年
  - 4月1日 この年度で短期大学としての学生募集を最終とする[注釈 2]。
- 2005年
  - 1月28日 左記をもって正式に廃止となる[注釈 3]

## 基礎データ

### 所在地
- 広島県広島市安佐南区沼田町大塚1717[注釈 1]

### 象徴
- 広島修道大学ほか、右記資料も参照のこと[27]。

## 教育および研究

### 組織

#### 学科
- 商業科→商科
  - 第一部 入学定員80名[注 24]
  - 第二部 入学定員100名[注 25]

#### 専攻科
- なし

#### 別科
- なし

#### 取得資格について
- 当初は商科第二部に中学校教諭二級免許状（職業）および高等学校教諭仮免許状（商業）が設けられていた[33]。

### 研究
- 『修道短期大学論集』[34]

## 学生生活

### 学園祭
- 広島修道大学短期大学部の学園祭は「修大祭」と呼ばれていた。

## 大学関係者と組織

### 大学関係者組織
- 広島修道大学を参照。

### 大学関係者一覧

#### 大学関係者
歴代学長
- 古林喜楽
- 千種義人

#### 出身者
- 煙石博：アナウンサー[注 26]

## 施設

### キャンパス
- 四年制大学が設置されてからは、全て大学との共同使用となっているようである。

### 寮
- 特になし。

## 対外関係

### 他大学との協定

#### イギリス
- ウェストミンスター大学

#### アメリカ
- アリゾナ州立大学

#### 中国
- 西南政法大学
- 曁南大学

#### 韓国
- 啓名大学校

### 系列校
- 広島修道大学

## 卒業後の進路について

### 就職について
- II部：勤労学生が多いものとなっていたが、一般企業や官公庁などへの就職者もいたものとみられる。

### 編入学・進学実績
- 広島修道大学ほか大阪産業大学、広島大学などがある[36]。

## 関連サイト
- 沿革|広島修道大学